# Rørbæk Sø
Rørbæk Sø är en sjö i Danmark. Den ligger på gränsen mellan Ikast-Brande kommun och Vejle kommun på Jylland, 200 km väster om Köpenhamn. Rørbæk Sø ligger 56 meter över havet. Arean är 0,83 kvadratkilometer.  Trakten runt Rørbæk Sø består till största delen av jordbruksmark. Den sträcker sig 1,2 kilometer i nord-sydlig riktning, och 2,6 kilometer i öst-västlig riktning.
Skjern Å är ett tillflöde till sjön och även dess utflöde. Rørbæk Sø indgår i Natura 2000 området Store Vandskel, Rørbæk Sø, Tinnet Krat og Holtum Å øvre del.